# Trophodeinus analis
Trophodeinus analis är en tvåvingeart som beskrevs av Borgmeier 1960. Trophodeinus analis ingår i släktet Trophodeinus och familjen puckelflugor. Inga underarter finns listade i Catalogue of Life.